# IAR 111
IAR-111 Excelsior
左がIAR-111 Excelsior、右がハース2
- 設計者： ルーマニアARCA Space
- 製造者：ARCA Space

IAR 111 "Excelsior"はARCA Spaceによって宇宙旅行と関連する技術の開発の為にロケットを最高18,000 mまで輸送するために設計された超音速の母機の計画である。航空機は大半が複合材で製造され、海面から離着陸するように設計された。当初の初飛行の予定は2013年だった。

## 歴史
航空機の設計はヘレン2ロケットの打ち上げが成功する前に開始された。ARCAは2010年12月にブカレストのBRDの拠点で記者会見を開いて公表するまで秘密にしてきた。初期の航空機の名称はE-111だった。 2011年3月、ARCAはIAR S.A. Brasovから航空機の頭文字を使用する許諾を受け、E-111は公式にIAR-111に改名された。胴体の成型作業は2011年初頭に開始され、9月に完了した。操縦席の構造体は7月に完成した。それは脱出可能で(主と予備の)2基のロケットを備えたパラシュートを安全装置として備える。同様に9月に航空機のCFDシミュレーションが完了した。
2011年9月29日に操縦席投下試験が成功した。パラシュート式回収装置の試験のために高度700mのMi-17ヘリコプターから操縦席を投下した。
2011年12月、航空機の胴体の最初の2区画が完成して部分的に組み立てられた。

## 設計

### 特徴
IAR-111は海面から離着陸するように設計された。ARCAは降着装置と航空機の費用を低減する目的でこの手法を決めた。他の要因としてルーマニアには高高度に飛行のための航空機の試験を安全に実施できる無人の地帯が無い事がある。
航空機は重量と高速での抵抗を低減する目的でダイヤモンド型の主翼を備える:離着陸時に水面と接触する事を避ける目的で"V" 尾翼が選択された。2個のフロートを備え、それらの間に積載物を搭載して3番目のフロートとして機能する。積載物はハース 2ロケットまたは外部燃料タンクになる予定である。
空気力学操舵面のために操縦席からフライバイワイヤで油圧制御を使用する。航空機はARCAで開発中の燃料としてケロシンと酸化剤として液体酸素を使用する新型のExecutor液体燃料ロケットエンジンを動力とする。

### 安全性
操縦席の壁と窓は薄いがエンジンの爆発に耐えられる厚みを備える。さらに操縦席は機体から切り離して2本のロケットで推進して(主と予備の)パラシュートで降下する。航空機は失速しないように小型のパラシュートと大型の回収用パラシュートを備える。
ミッション6で高度700mから降下する安全性を確認する試験を行う。パラシュートの一つが爆発ボルトを試験するために開いた。試験は成功して操縦室は良好な状態で回収された。

## 仕様諸元
仕様は公表された大まかな設計目標に基づく

### 仕様諸元
- 乗員: 2名、縦列
- 全長:  25 m
- 翼幅: 14 m
- 全高: 5 m
- 翼面積: 100 m²
- 空虚重量: 8000 kg
- 積載量: 18000 kg
- 最大離陸重量: 23000 kg
- エンジン: Executor ロケットエンジン 推力(240 kN)[要出典]

### 性能
- 最大速度: マッハ 2.6 (2,000 mph; 3,200 km/h)
- 上昇率: 250 m/s